# Дискографія Simon & Garfunkel
Simon and Garfunkel, дует американських співаків і авторів пісень, який починаючи з 1964 року випустив п'ять студійних альбомів, п'ятнадцять збірок, чотири концертні альбоми, один міні-альбом, 26 синглів, один саундтрек і чотири бокс-сети. Спочатку 1957 року Пол Саймон і Арт Гарфанкел сформували дует під назвою Tom & Jerry, потім розділились і згодом знову об'єднались під назвою Simon & Garfunkel.
Дебютний альбом Simon & Garfunkel під назвою Wednesday Morning, 3 A.M. вийшов 19 жовтня 1964 року. Спочатку був провальним, але через два роки його перевидали з новою версією синглу «The Sound of Silence», яку переозвучив з електричними інструментами та барабанами продюсер Том Вілсон. Нова версія досягла 30-го місця в американському чарті Billboard 200 та 24-го в британському UK Albums Chart, а пізніше отримала платиновий сертифікат від Американської асоціації компаній звукозапису (RIAA). Переозвучена версія однойменного синглу увійшла до другого студійного альбому, Sounds of Silence, випущеного 17 січня 1966 року. Він досягнув 21-го місця в Billboard і 30-го в чарті Великої Британії, а пізніше отримав тричі мульти-платиновий сертифікат від RIAA. Крім однойменного синглу, до альбому також увійшла пісня Саймона «I Am a Rock», яка вперше з'явилася на його дебютному сольному альбомі The Paul Simon Songbook.
Третій альбом дуету, Parsley, Sage, Rosemary and Thyme, вийшов 10 жовтня 1966 року і з нього випущено п'ять синглів. Він досяг четвертого рядка в чарті США і тринадцятого у Великій Британії, і отримав триразовий мульти-платиновий сертифікат RIAA. Сингл «Mrs. Robinson» увійшов до першого і єдиного їхнього саундтреку, The Graduate, а пізніше увійшов до четвертого студійного альбому Bookends, який вийшов 3 квітня 1968 року. Він досяг 1-го місця в США і Великої Британії, таким чином ставши їхнім першим альбомом номер один, і отримав двічі платиновий сертифікат у США. 26 січня 1970 року вони випустили свій п'ятий і останній студійний альбом, Bridge over Troubled Water. Він став найуспішнішим станом на 2018 рік, посівши 1-ше місце в чартах кількох країн, включаючи Велику Британію і США. Альбом розійшовся тиражем понад двадцять п'ять мільйонів копій по всьому світі і отримав вісім разів платиновий сертифікат у США.
Попри успіх свого п'ятого альбому, учасники дуету Simon & Garfunkel вирішили розлучитися, оголосивши про свій розпад того ж року. Втім, вони здійснили кілька концертів-об'єднань, зокрема безкоштовний концерт у Центральному парку Нью-Йорка 1981 року, який привернув натовп у півмільйона глядачів і в результаті якого з'явився концертний альбом The Concert in Central Park.

## Альбоми

### Студійні альбоми
| 1964                                         | Wednesday Morning, 3 A.M. - Вихід: 19 жовтня 1964 - Лейбл: Columbia - Формат: LP         | 30 | —  | — | — | —  | —       | — | — | — | 24     | - США: Платиновий |
| 1966                                         | Sounds of Silence - Вихід: 17 січня 1966 - Лейбл: Columbia - Формат: LP                  | 21 | —  | — | — | —  | 273 [A] | — | — | — | 13     | - : 3× Платиновий - КАН: Платиновий - ВЕЛ: Золотий                                                                                   |
| 1966                                         | Parsley, Sage, Rosemary and Thyme - Вихід: 10 жовтня 1966 - Лейбл: Columbia - Формат: LP | 4  | 14 | — | — | —  | 296 [A] | — | — | — | 13 [B] | - : 3× Платиновий - : Платиновий |
| 1968                                         | Bookends - Вихід: 3 квітня 1968 - Лейбл: Columbia - Формат: LP                           | 1  | 3  | — | 3 | 40 | 241 [A] | — | — | — | 1      | - : 2× Платиновий |
| 1970                                         | Bridge over Troubled Water - Вихід: 26 січня 1970 - Лейбл: Columbia - Формат: LP         | 1  | 1  | 1 | 1 | 1  | 1       | 1 | 1 | 1 | 1      | - : 8× Платиновий - : Платиновий - : 4× Платиновий - ФІН: Золотий - ФРА: Платиновий - НІМ: Платиновий - : Золотий - : 10x Платиновий |
| «—» позначає реліз, що не потрапив до чарту. |                                                                                          |    |    |   |   |    |         |   |   |   |        | |

Нотатки
- A ↑ У Японії ці альбоми вперше потрапили до чарту після їх перевидання 2003 року.[25]
- B ↑  перевидання Parsley, Sage, Rosemary and Thyme у Великій Британії від 31 серпня 1968 року.[16]

### Концертні альбоми
| 1982                                         | The Concert in Central Park - Вихід: 16 лютого 1982 - Лейбл: Warner Bros. - Формат: CD, CS, LP | 6   | 5  | 1   | 3  | 2   | 1 | 1 | 1 | 5 | 6  | - : 2× Платиновий - : Платиновий - : Золотий - : Діамантовий - : Золотий - ITA: Золотий - НІД: Золотий - : 2× Платиновий - : Золотий |
| 2002                                         | Live from New York City, 1967 - Вихід: 16 липня 2002 - Лейбл: Columbia - Формат: CD            | 165 | —  | 148 | —  | —   | — | — | — | — | —  | |
| 2004                                         | Old Friends: Live on Stage - Вихід: грудня 7, 2004 - Лейбл: Warner Bros. - Формат: CD          | 154 | 22 | 165 | 35 | 195 | — | — | — | — | 61 | - : Золотий |
| 2008                                         | Live 1969 - Вихід: 25 березня 2008 - Лейбл: Columbia - Формат: CD                              | 33  | —  | —   | —  | 43  | — | — | — | — | —  | |
| »—" позначає реліз, що не потрапив до чарту. |                                                                                                |     |    |     |    |     |   |   |   |   |    | |

### Збірки
| 1972                                         | Simon and Garfunkel's Greatest Hits - Вихід: 14 червня 1972 - Лейбл: Columbia - Формат: LP                            | 5  | 10 | 4  | 16 | 6  | 3   | 1  | 22 | 7 | 4  | 2   | - : Діамантовий (14× Платиновий) - : 5× Платиновий - : Золотий - : Діамантовий - ITA: Золотий - : 2× Платиновий - : 4× Платиновий - : 2× Платиновий |
| 1981                                         | Collected Works - Вихід: 1981 - Лейбл: Columbia - Формат: CD, CS                                                      | —  | —  | —  | —  | —  | 35  | —  | —  | — | —  | —   | - : Платиновий |
| 1981                                         | The Simon and Garfunkel Collection - Вихід: 1981 - Лейбл: Columbia - Формат: CD                                       | —  | 3  | 1  | 6  | 2  | 23  | 4  | 1  | — | 49 | 4   | - : 3× Платиновий - : Платиновий - : 2× Платиновий - : Золотий - : 2× Платиновий - : 2× Платиновий                                                  |
| 1991                                         | 20 Greatest Hits - Вихід: 3 серпня 1991 - Лейбл: Sony - Формат: CD                                                    | —  | 21 | —  | —  | —  | 58  | —  | 1  | — | —  | —   | |
| 1992                                         | The Definitive Simon & Garfunkel - Вихід: 1992 - Лейбл: Sony - Формат: CD                                             | —  | 5  | 8  | 2  | 12 | 13  | 35 | 12 | 1 | 3  | 8   | - : Платиновий - : Золотий - : Діамантовий - : Золотий - : 2× Платиновий - : Золотий - НОР: 2× Платиновий - : Золотий - ШВЕ: Золотий - : Платиновий |
| 1997                                         | Old Friends - Вихід: 4 листопада 1997 - Лейбл: Columbia/Sony Legacy - Формат: CD                                      | —  | —  | —  | —  | —  | —   | —  | —  | — | —  | 170 | - : Срібний - : Золотий |
| 1999                                         | The Best of Simon and Garfunkel - Вихід: 1999 - Лейбл: Columbia/Legacy - Формат: CD, CS                               | 43 | —  | —  | —  | —  | 204 | 16 | —  | — | —  | 145 | - : Срібний - : Платиновий - : 2× Золотий |
| 2000                                         | Two Can Dream Alone - Вихід: 2000 - Лейбл: Burning Airlines Recordings - Формат: CD                                   | —  | —  | —  | —  | —  | —   | —  | —  | — | —  | —   | |
| 2000                                         | Tales from New York: The Very Best of Simon & Garfunkel - Вихід: 28 березня 2000 - Лейбл: Sony/Columbia - Формат: CD  | —  | 15 | 25 | —  | —  | —   | —  | 5  | — | 1  | 8   | - АВС: Золотий - : 3× Платиновий - : Золотий - : Золотий                                                                                            |
| 2002                                         | Tom & Jerry - Вихід: 2002 - Лейбл: Superior - Формат: CD                                                              | —  | —  | —  | —  | —  | —   | —  | —  | — | —  | —   | |
| 2002                                         | The Collection - Вихід: 14 жовтня 2002 - Лейбл: Sonic - Формат: CD                                                    | —  | —  | —  | —  | —  | —   | —  | —  | — | —  | —   | |
| 2003                                         | The Essential - Вихід: 14 жовтня 2003 - Лейбл: Columbia/Legacy - Формат: CD                                           | 27 | 20 | 1  | 33 | 24 | 104 | 64 | 38 | 1 | 4  | 25  | - : Платиновий - : Платиновий - : Золотий - NOR: Платиновий - : Золотий - : Платиновий                                                              |
| 2003                                         | Before the Fame - Вихід: 18 листопада 2003 - Лейбл: Alchemy - Формат: CD                                              | —  | —  | —  | —  | —  | —   | —  | —  | — | —  | —   | |
| 2006                                         | Paul Simon & Art Garfunkel - Вихід: 1 серпня 2006 - Лейбл: Delta Distribution - Формат: CD                            | —  | —  | —  | —  | —  | —   | —  | —  | — | —  | —   | |
| 2008                                         | America: The Simon and Garfunkel Collection - Вихід: 2 червня 2008 - Лейбл: Sony BMG Music Entertainment - Формат: CD | —  | —  | —  | —  | —  | —   | —  | —  | — | —  | —   | |
| »—" позначає реліз, що не потрапив до чарту. | |    |    |    |    |    |     |    |    |   |    |     | |

### Саундтреки
| 1968                                         | The Graduate - Вихід: 21 січня 1968 - Лейбл: Columbia - Формат: LP, CD | 1 | 1 | — | 3 | — | — | — | 2 | — | 3 | - : 2× Platinum - : Платиновий |
| »—" позначає реліз, що не потрапив до чарту. |                                                                        |   |   |   |   |   |   |   |   |   |   |                                |

### Бокс-сети
| Рік  | Подробиці | Найвищі місця в чартах | Найвищі місця в чартах | Найвищі місця в чартах | Найвищі місця в чартах | Найвищі місця в чартах | Найвищі місця в чартах | Найвищі місця в чартах | Найвищі місця в чартах | Найвищі місця в чартах | Найвищі місця в чартах | Сертифікації |
| Рік  | Подробиці | США                    | АВС                    | ФІН                    | ФРА                    | НІМ                    | НІД                    | НОЗ                    | НОР                    | ШВЕ                    | ВЕЛ                    | Сертифікації |
| ---- | --- | ---------------------- | ---------------------- | ---------------------- | ---------------------- | ---------------------- | ---------------------- | ---------------------- | ---------------------- | ---------------------- | ---------------------- | ------------ |
| 1980 | The Complete Collection - Вихід: 1980 - Лейбл: Tee Vee/CBS - Формат: LP                                            | —                      | —                      | —                      | —                      | —                      | —                      | —                      | —                      | —                      | —                      |              |
| 2001 | The Columbia Studio Recordings (1964–1970) - Вихід: 21 серпня 2001 - Лейбл: Columbia/Legacy - Формат: CD           | —                      | —                      | 43                     | —                      | —                      | —                      | —                      | —                      | —                      | —                      |              |
| 2007 | The Collection: Simon & Garfunkel - Вихід: 26 листопада 2007 - Лейбл: Columbia/Legacy - Формат: CD                 | —                      | —                      | 22                     | —                      | —                      | 65                     | —                      | 25                     | 16                     | 29                     | - : Золотий  |
| 2014 | Simon & Garfunkel: The Complete Albums Collection - Вихід: 24 листопада 2014 - Лейбл: Columbia/Legacy - Формат: CD | —                      | —                      | —                      | —                      | —                      | —                      | —                      | —                      | —                      | —                      |              |

## Сингли та EP
| 1957                                         | «Hey Schoolgirl»[C] b/w «Dancin' Wild»                                                                          | 49    | —  | —  | — | —  | —  | —  | — | —  | —  |             | Неальбомні треки                                                |
| 1958                                         | «Our Song»[C] b/w «Two Teenagers»                                                                               | —     | —  | —  | — | —  | —  | —  | — | —  | —  |             | Неальбомні треки                                                |
| 1958                                         | «That's My Story»[C] b/w «(Pretty Baby) Don't Say Goodbye»                                                      | —     | —  | —  | — | —  | —  | —  | — | —  | —  |             | Неальбомні треки                                                |
| 1965                                         | «The Sound of Silence» b/w «We've Got a Groovy Thing Goin'»                                                     | 1     | —  | 3  | 3 | 9  | 11 | —  | — | —  | —  | - : Золотий | Sounds of Silence                                               |
| 1966                                         | »Homeward Bound" b/w «Leaves That Are Green» (з альбому Sounds of Silence)                                      | 5     | —  | 20 | — | —  | 4  | —  | — | 12 | 9  |             | Sounds of Silence (UK) і Parsley, Sage, Rosemary and Thyme (US) |
| 1966                                         | «That's My Story» (перевидання 1966)[D] b/w «(Uncle Simon's) Tiajuana Blues»                                    | — [C] | —  | —  | — | —  | —  | —  | — | —  | —  |             | Неальбомні треки                                                |
| 1966                                         | «I Am a Rock» b/w «Flowers Never Bend with the Rainfall» (з альбому Parsley, Sage, Rosemary and Thyme)          | 3     | —  | 20 | — | 35 | 10 | —  | — | 10 | 17 |             | Sounds of Silence                                               |
| 1966                                         | «The Dangling Conversation» b/w «The Big Bright Green Pleasure Machine»                                         | 25    | —  | 85 | — | —  | —  | —  | — | —  | —  |             | Parsley, Sage, Rosemary and Thyme                               |
| 1966                                         | «A Hazy Shade of Winter» b/w «For Emily, Whenever I May Find Her» (з альбому Parsley, Sage, Rosemary and Thyme) | 13    | —  | —  | — | —  | —  | —  | — | —  | —  |             | Bookends                                                        |
| 1967                                         | «At the Zoo» b/w «The 59th Street Bridge Song (Feelin' Groovy)» (з альбому Parsley, Sage, Rosemary and Thyme)   | 16    | —  | —  | — | —  | —  | —  | — | —  | —  |             | Bookends                                                        |
| 1967                                         | «Fakin' It» b/w «You Don't Know Where Your Interest Lies» (Неальбомний трек)                                    | 23    | —  | —  | — | —  | —  | —  | — | —  | —  |             | Bookends                                                        |
| 1968                                         | «Scarborough Fair/Canticle» b/w «April Come She Will» (з альбому Sounds of Silence)                             | 11    | 5  | 49 | — | —  | —  | —  | — | —  | —  |             | Parsley, Sage, Rosemary & Thyme                                 |
| 1968                                         | «Mrs. Robinson» b/w «Old Friends/Bookends»                                                                      | 1     | 4  | 8  | — | 39 | 5  | —  | 8 | 13 | 4  | - : Золотий | Bookends                                                        |
| 1969                                         | «Mrs. Robinson EP»                                                                                              | —     | —  | —  | — | —  | —  | —  | — | —  | 9  |             | Н/Д                                                             |
| 1969                                         | «The Sound of Silence» (австралійське перевидання 1969)                                                         | —     | —  | 23 | — | —  | —  | —  | — | —  | —  |             | Sounds of Silence                                               |
| 1969                                         | «The Boxer» b/w «Baby Driver»                                                                                   | 7     | 3  | 8  | 9 | 19 | 2  | —  | 9 | 5  | 6  |             | Bridge over Troubled Water                                      |
| 1970                                         | «Bridge over Troubled Water» b/w «Keep the Customer Satisfied»                                                  | 1     | 1  | 2  | 4 | 3  | 5  | —  | 7 | —  | 1  | - : Золотий | Bridge over Troubled Water                                      |
| 1970                                         | »Cecilia" b/w «The Only Living Boy in New York»                                                                 | 4     | —  | 6  | 6 | 2  | 1  | —  | — | —  | —  | - : Золотий | Bridge over Troubled Water                                      |
| 1970                                         | »El Condor Pasa (If I Could)" b/w «Why Don't You Write Me»                                                      | 18    | 6  | 1  | 1 | 1  | 1  | —  | — | —  | —  |             | Bridge over Troubled Water                                      |
| 1972                                         | «America» / | 97    | —  | —  | — | —  | —  | —  | — | —  | 25 |             | Bookends                                                        |
| 1972                                         | «For Emily, Whenever I May Find Her» (наживо)                                                                   | 53    | 27 | —  | — | —  | —  | —  | — | —  | —  |             | Simon and Garfunkel's Greatest Hits                             |
| 1975                                         | «My Little Town» b/w «Rag Doll» (пісня Арта Гарфанкела), «You're Kind» (пісня Пола Саймона)                     | 9     | 1  | 46 | — | —  | 17 | 24 | — | —  | —  |             | Still Crazy After All These Years/Breakaway                     |
| 1978                                         | «Wonderful World» (Арт Гарфанкел разом з Джеймсом Тейлором і Полом Саймоном)                                    | 17    | 1  | —  | — | —  | —  | —  | — | —  | —  |             | Watermark                                                       |
| 1982                                         | «Wake Up Little Susie» b/w «Me and Julio Down by the Schoolyard»                                                | 27    | 5  | —  | — | —  | —  | —  | — | —  | —  |             | The Concert in Central Park                                     |
| 1991                                         | «A Hazy Shade of Winter» b/w «7 O'Clock News/Silent Night»                                                      | —     | —  | —  | — | —  | —  | —  | — | —  | 30 |             | The Definitive Simon & Garfunkel                                |
| 1992                                         | «The Boxer» (перевидання 1992)                                                                                  | —     | —  | —  | — | —  | —  | —  | — | —  | 75 |             | The Definitive Simon & Garfunkel                                |
| «—» позначає реліз, що не потрапив до чарту. | |       |    |    |   |    |    |    |   |    |    |             |                                                                 |

Нотатки
- C ↑  як Tom & Jerry.[50]
- D ↑  Спочатку вийшла як Tom & Jerry (BIG 618 & HUNT 319). Перевидання 1966 року фірмою ABC Paramount під назвою Simon & Garfunkel.[50]

## Інші появи
| Рік  | Пісня | Альбом                                                                    |
| ---- | --- | ------------------------------------------------------------------------- |
| 1997 | «America» (версія наживо) | The Bridge School Concerts Vol.1                                          |
| 2010 | «The Sound of Silence» (версія наживо) «Mrs. Robinson» (версія наживо) «The Boxer» (версія наживо) «Bridge over Troubled Water» (версія наживо) | The 25th Anniversary Rock & Roll Hall of Fame Concerts                    |
| 2011 | «Bridge over Troubled Water» | Ten Years On: A Collection of Songs in Remembrance of September 11th 2001 |